# Covington megye (Mississippi)
Covington megye az Amerikai Egyesült Államokban, azon belül Mississippi államban található. Megyeszékhelye és legnagyobb városa Collins. Lakosainak száma 18 340 fő (2020. április 1.). Covington megye Smith, Lamar, Jones, Forrest, Simpson és Jefferson Davis megyékkel határos.

## Népesség
A megye népességének változása:
| Lakosok száma | 2230 | 2717 | 3338 | 4753 | 8299 | 13 076 | 19 595 | 19 566 | 19 423 | 18 340 |
|               | 1820 | 1840 | 1850 | 1870 | 1890 | 1900   | 2010   | 2012   | 2013   | 2020   |